# Apocalypse de Lambeth
L'Apocalypse dite de Lambeth est un manuscrit de l'Apocalypse de Jean enluminé, daté du troisième quart du XIIIe siècle, conservé à la bibliothèque du Lambeth Palace (Ms.209). Le manuscrit contient 78 miniatures. 

## Historique
Le manuscrit a peut-être été commandé par Éléonore (morte en 1274), fille de Guillaume III Ferrers (en), comte de Derby, ou bien de la seconde femme de ce dernier, Margaret de Quincy (morte en 1281). Au XVIIe siècle, il se trouve déjà conservé dans la bibliothèque de l'Archevêque de Canterbury. Il est temporairement envoyé à la bibliothèque de l'université de Cambridge entre 1648 et 1664.

## Description

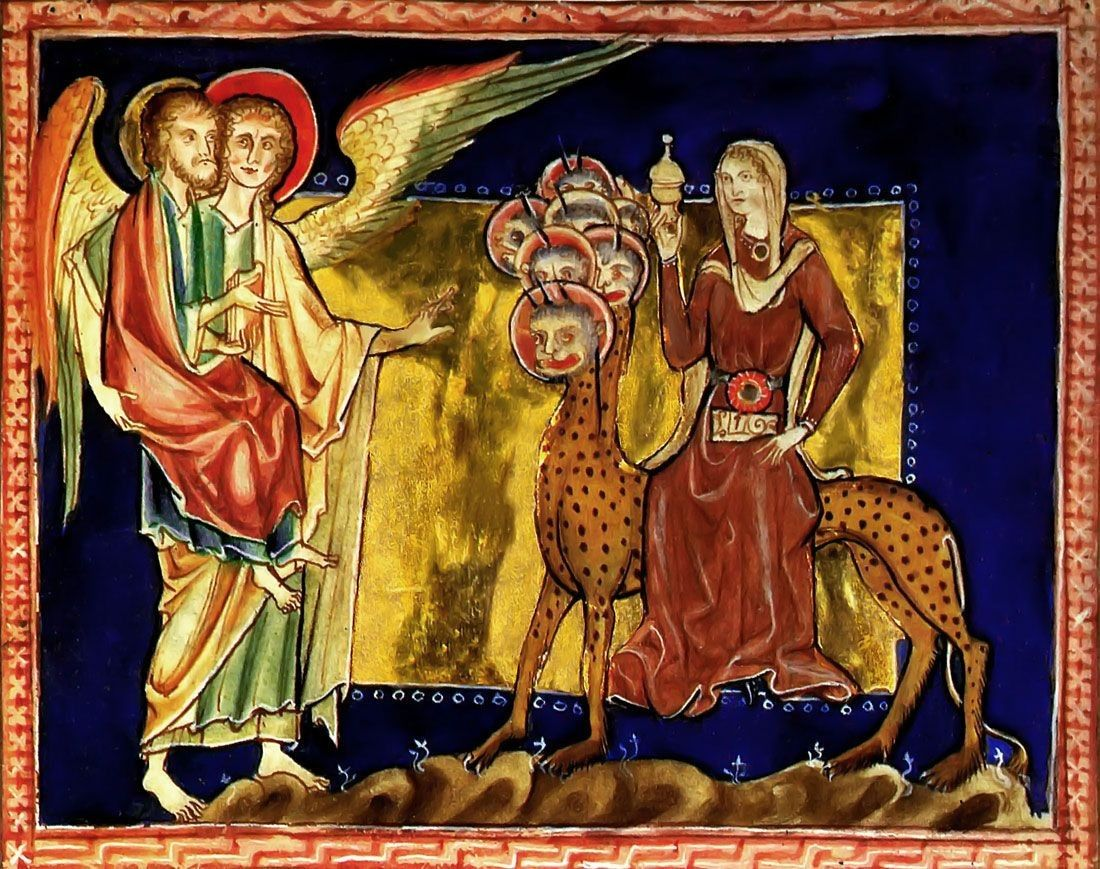
La Grande prostituée assise sur un monstre à sept têtes, f.30.

Le manuscrit contient le texte du Livre de la révélation, accompagné de gloses commentant le texte écrites par Bérengaud. Le texte appartient à une famille de manuscrits dite de Metz datés de la seconde moitié du XIIIe siècle, à laquelle appartiennent le Ms. Salis.38 de la Bibliothèque municipale de Metz, le Ms.482 de la bibliothèque de Cambrai, l'Add.42555 de la British Library ou le LA139 du Musée Calouste-Gulbenkian. 
L'ouvrage de Lambeth est décoré d'une écriture avec des lettrines bleus, rouges et dorées. Il contient 78 miniatures en demi-page, dans des cadres de couleurs et décorés d'or.